# 弗里德里希 (巴伐利亞)
（智者） 弗里德里希，（1339年—1393年12月4日）維特爾斯巴赫家族成員，巴伐利亞-蘭茨胡特公爵（1375年—1393年在位）。巴伐利亞公爵斯特凡二世與第一任妻子西西里國王費德里科二世的女兒西西里的伊麗莎白的次子。
1371/72年，弗里德里希和他的哥哥斯特凡三世進行了普魯士之旅，以支持條頓騎士團對抗異教徒的立陶宛人 。弗里德里希作為前往耶路撒冷的朝聖者，他於1375年左右從聖地中被封為爵士。
本來比弗里德里希年輕幾歲的叔叔奧托五世計劃由弗里德里希成為勃蘭登堡藩侯的繼任者，但其後斯特凡二世與兩名弟弟路易六世和奧托五世因為侄兒邁因哈德逝世後剩下的領地安排而爭執，兩人曾答應將勃蘭登堡侯國交到神聖羅馬皇帝查理四世手上。1373年，雙方更簽訂條約落實。巴伐利亞公爵獲得500,000荷蘭盾的賠償，以及勃蘭登堡選帝侯的選舉票。此外，阿爾薩斯和上士瓦本的皇家使節地位歸於維特爾斯巴赫家族，亦是勃蘭登堡侯國移交給查理四世而獲得的補償的一部分，他希望獲得維特爾斯巴赫家族對兒子文策爾（或稱為瓦茨拉夫）當選國王的支持。弗里德里希和他的兄長斯蒂芬斯特凡三世成為沃格特（帝國代表）。1375年，弗里德里希最重要的是於1375年獲得奧格斯堡的帝國議院作出補償 。弗里德里希能夠保持沃格特的所有權直到1382/83年。
1375年，父親斯特凡二世逝世。從1375年到1392年，弗里德里希與兄弟斯特凡三世和約翰二世一起在巴伐利亞公國統治。1392年，因為他拒絕資助他的兄弟在意大利遠征，三兄弟將巴伐利亞公國分開成三國獨立的公國，弗里德里希統治巴伐利亞-蘭茨胡特、約翰二世統治新的巴伐利亞-慕尼黑，而斯特凡三世統治新的巴伐利亞-因戈爾施塔特。
1375年，父親斯特凡二世逝世。從1375年到1392年，弗里德里希與兄弟斯特凡三世和約翰二世一起在巴伐利亞公國統治。1392年，因為他拒絕資助他的兄弟在意大利遠征，三兄弟將巴伐利亞公國分開成三國獨立的公國，弗里德里希統治巴伐利亞-蘭茨胡特、約翰二世統治新的巴伐利亞-慕尼黑，而斯特凡三世統治新的巴伐利亞-因戈爾施塔特。
1383年，弗里德里希在法蘭德斯參加法國軍隊與英國作戰，他拜訪在勒凱努瓦的叔叔施特勞賓-荷蘭公爵阿爾布雷希特一世，並參加了對布爾堡的包圍。11月1日，他在巴黎為法國國王查理六世與他的侄女伊麗莎白二人的婚姻顯著出力，從而爭取4000法郎的年度退休金。1385年夏天，他陪伴其後名為伊薩博的侄女前往亞眠與國王查理六世舉行婚禮。1388年，弗里德里希還設法將他侄女索菲嫁給喪偶的波希米亞國王文策爾，索菲在第二年升為波希米亞王后。
1387年，弗里德里希囚禁了薩爾茨堡大主教，以迫使他結束與士瓦本城市同盟的聯盟。弗里德里希是波希米亞國王瓦茨拉夫的法律顧問及為取代他繼任羅馬人民的國王的有力侯選人直至弗里德里希於1393年在南波希米亞的布德威斯去世時。弗里德里希的兒子亨利在繼任巴伐利亞-蘭茨胡特公爵，是為亨利十六世。

## 家庭
弗里德里希有兩段婚姻。首先是於1360年與諾伊芬的伯特霍爾德七世的女兒諾伊芬的安娜結婚。在這次婚姻中，他們只有一個女兒伊麗莎白（伊莎貝拉）（1361年至1382年1月17日），她嫁給貝爾納波·維斯孔蒂長子帕爾馬勳爵馬高·維斯孔蒂。
其後，他於1381年9月2日與米蘭公爵貝爾納波·維斯孔蒂的女兒瑪達萊娜·維斯孔蒂結婚。 他們的孩子是：
1. 亨利（1386年–1450年），繼任為巴伐利亞-蘭茨胡特公爵。
2. 約翰，早逝。
3. 伊麗莎白（1383年–1442年11月13日，安斯巴赫），與勃蘭登堡藩侯腓特烈一世結婚。
4. 瑪格麗塔（生於1384年），早逝。
5. 抹大拉（1388年–1410年），於1404年嫁給戈里齊亞伯爵約翰·邁因哈德七世（英语：John Meinhard VII, Count of Gorizia）。